# Scitopia
Scitopia (von lat. scientia „Wissen“ und gr. τόπος tópos „Ort“, davon -topia als „idealer Ort“) war eine kostenfreie Metasuchmaschine für die Fachdatenbanken von 15 führenden, US-amerikanischen, natur- und ingenieurwissenschaftlichen Fachgesellschaften. Die Webseite wurde im Juni 2007 auf der Jahreskonferenz der Special Libraries Association (SLA) im Internet freigeschaltet. Der gemeinsame Datenbestand umfasste mehr als 3 Millionen peer-reviewte Fachartikel, Tagungsberichte und Patentinformationen, und reichte teilweise bis 1884 zurück. Im Oktober 2007 beendete die Website ihr Betastadium. Im Januar 2012 wurde Scitopia offiziell geschlossen und das Suchportal ist seither nicht mehr verfügbar.

## Suche
Ziel des Projektes war es nach Barbara Lange vom IEEE nicht einfach ein weiteres Suchportal zu schaffen, sondern eine Plattform, auf der mit großer Einfachheit häufig zitierte Arbeiten gefunden werden können, unbelastet vom Rauschen des Internets. Die Suche lief in Echtzeit (kein Cache) und lieferte so auch neueste Forschungsergebnisse. Sie wurde, wie beim Internetportal des Amtes für wissenschaftliche und technische Informationen (OSTI) Science.gov, von Deep Web Technologies betrieben. Die Suchergebnisse wurden nach Relevanz mit Titel, Autor und den Literaturangaben gelistet. Wurde ein Titel gewählt, gelangte der Nutzer direkt zur digitalen Bibliothek des Anbieters.

## Fachgesellschaften
Zu den Gründungsmitgliedern zählten: Acoustical Society of America (ASA), American Geophysical Union (AGU), American Institute of Aeronautics and Astronautics (AIAA), American Institute of Physics (AIP), American Physical Society (APS), American Society of Civil Engineers (ASCE), American Society of Mechanical Engineers (ASME), American Vacuum Society, The Electrochemical Society (ECS), Institute of Electrical and Electronics Engineers (IEEE), Institute of Physics Publishing (IOP), International Society for Optical Engineering (SPIE), Optical Society of America (OSA), Society of Automotive Engineers (SAE), Society for Industrial and Applied Mathematics (SIAM).